# Golfo da Venezuela

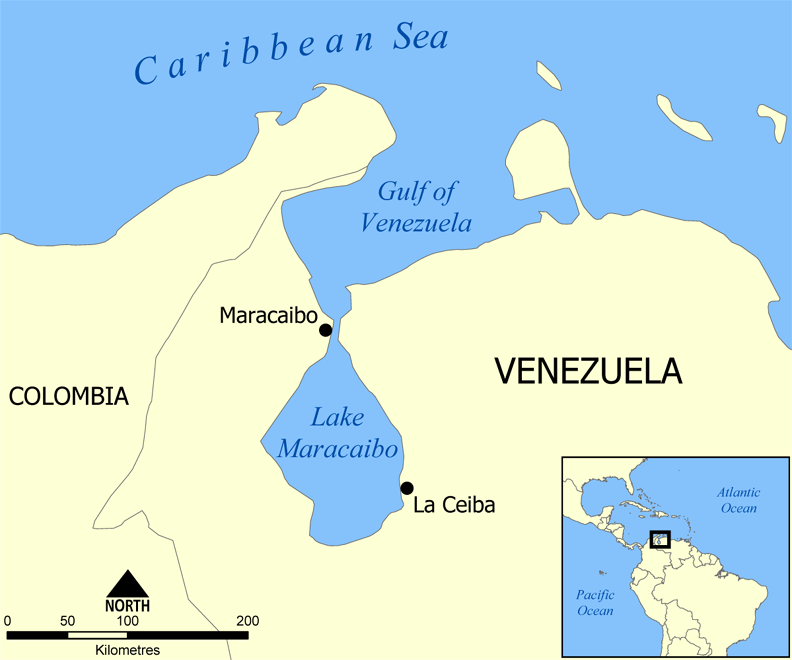

 O golfo da Venezuela está localizado no mar do Caribe, junto aos estados venezuelanos de Zulia e Falcón e ao estado colombiano de La Guajira, no norte da América do Sul. Um canal de navegação com 54 km liga este golfo com o lago de Maracaibo a sul.
A oeste fica a península de La Guajira e a leste a península de Paraguaná.

## Flora e fauna
A costa noroeste do Golfo abriga ao menos 15 espécies de Corais-pétreos presentes em recifes de formação relativamente recente, associados com outras espécies marinhas como esponjas, tartarugas, equinodermos etc.